# Rantasalmi
Rantasalmi [ˈrɑntɑˌsɑlmi] ist eine Gemeinde in der finnischen Landschaft Südsavo mit 3308 Einwohnern (Stand 31. Dezember 2022). Sie liegt auf halber Strecke zwischen den Städten Savonlinna und Varkaus am Südufer des Haukivesi-Sees, der zum Saimaa-Seensystem gehört. Ein Großteil des Nationalparks Linnansaari liegt im Gemeindegebiet von Rantasalmi. Die ländlich geprägte Gemeinde lebt vor allem von der Land- und Forstwirtschaft und vom Tourismus.

## Geographie

### Lage und Ausdehnung
Rantasalmi liegt in der ostfinnischen Landschaft Südsavo inmitten der Finnischen Seenplatte. Das Gemeindezentrum liegt 42 Kilometer nordwestlich von Savonlinna, 44 Kilometer südöstlich von Varkaus und 82 Kilometer nordöstlich von Mikkeli. In die Hauptstadt Helsinki sind es 311 Kilometer.
Nachbarstädte und -gemeinden sind Savonlinna im Südosten, Sulkava im Süden, Juva im Südosten sowie Joroinen und Varkaus im Nordosten.
Das Gemeindegebiet von Rantasalmi umfasst eine Fläche von 926 Quadratkilometern (etwas mehr als Berlin). Durch seine Lage inmitten der Finnischen Seenplatte ist Rantasalmi reich an Binnengewässern: Rund 40 Prozent der Gemeindefläche wird von Wasser bedeckt.

### Landschaft und Natur

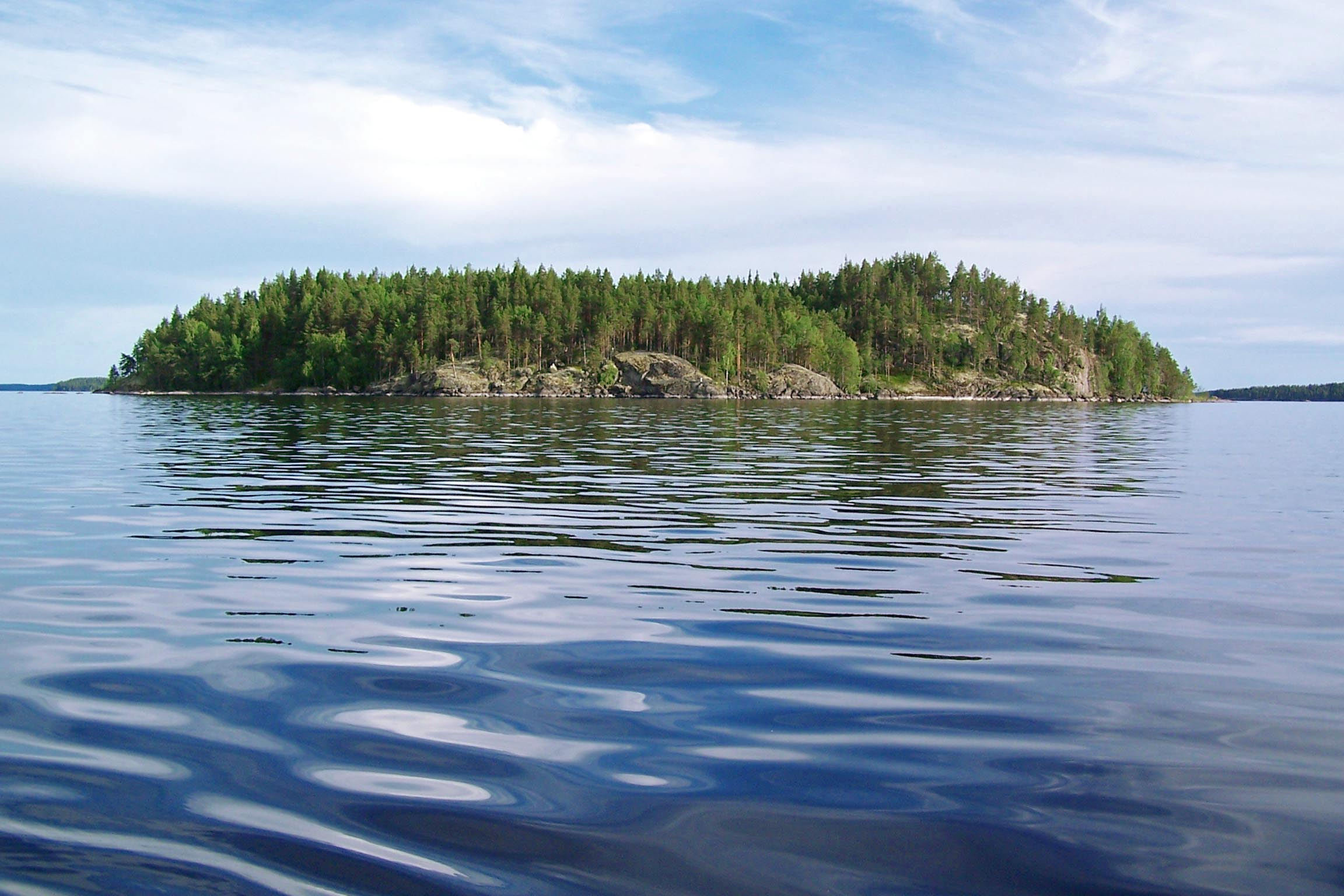
Insellandschaft im Nationalpark Linnansaari

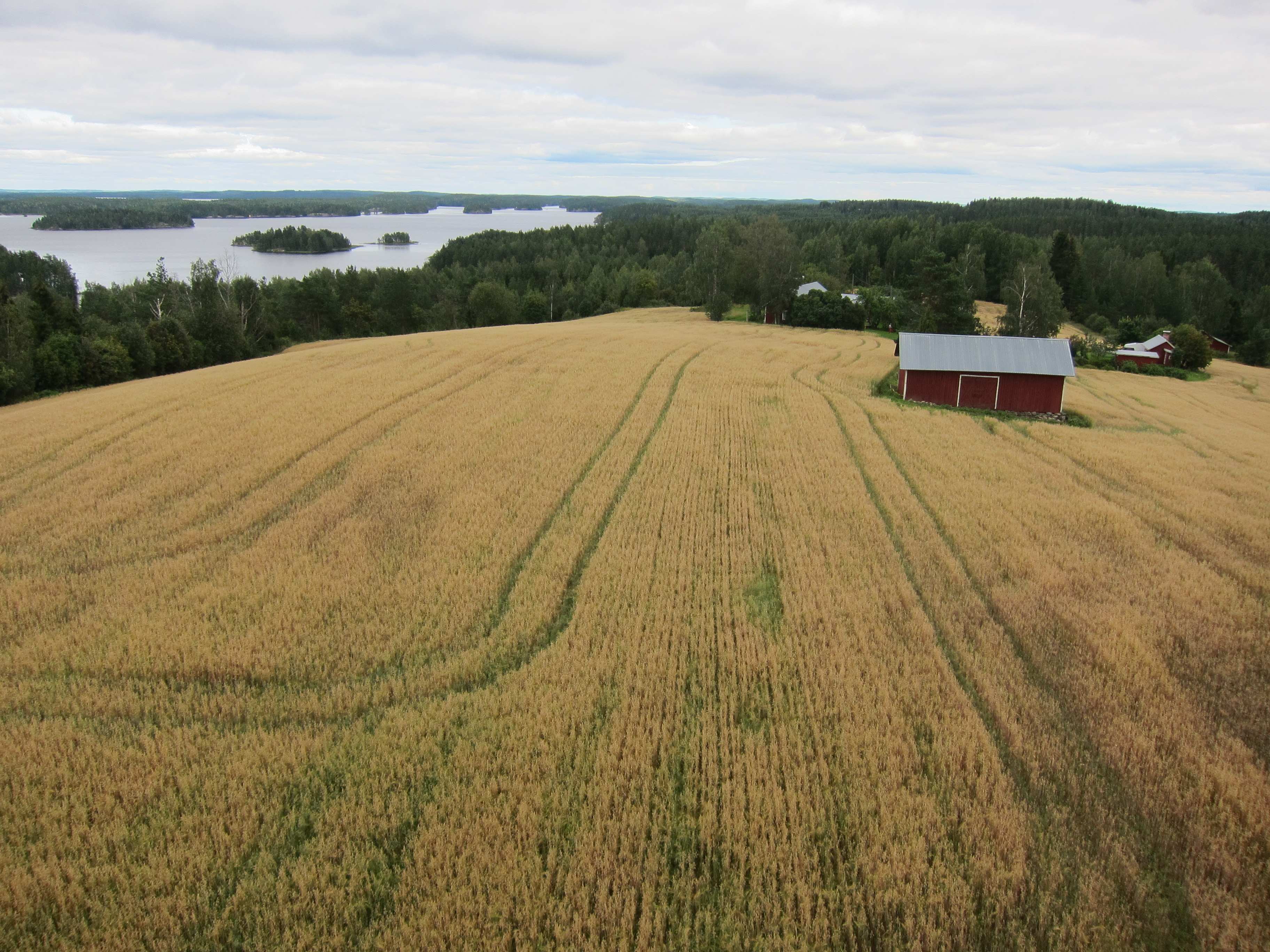
Wald- und Ackerlandschaft bei Repomäki

Charakteristisch für Rantasalmi ist der Unterschied zwischen dem seenreichen Nordteil und der Wald- und Ackerlandschaft im weniger gewässerreichen Südteil des Gemeindegebiets. Traditionell wird der Norden Rantasalmis als Vesikansa („Wasservolk“), der Südteil als Maakansa („Landvolk“) bezeichnet. Fast der gesamte nordöstliche Teil des Gemeindegebiets wird vom Haukivesi-See eingenommen, der zum Saimaa-Seensystem gehört. Die Küstenlinie des Haukivesi ist stark zerfurcht: Offene Becken wechseln sich mit Buchten, Sunden und Inselgruppen ab. Ein Teil der Inselwelt des Haukivesi ist als Nationalpark Linnansaari unter Naturschutz gestellt. Im Nordwesten liegt der Haapaselkä-See, der durch eine schmale Landenge vom Haukivesi getrennt wird.
Den weniger gewässerreichen Südteil Rantasalmis prägen in Nordwest-Südost-Richtung verlaufende Moränenrücken und Oser. Die Siedlungen und landwirtschaftlich genutzten Flächen liegen auf den Höhenlagen, in den Senken zwischen ihnen liegen Sumpfgebiete und längliche Seen. Die größten von diesen sind der rund 15 Kilometer lange Kolkonjärvi, der Tuusjärvi und der Alanen. Die höchste Stelle des Gemeindegebiets ist die Anhöhe Hippinginmäki beim Dorf Osikonmäki, die sich 156,6 Metern über den Meeresspiegel und rund 80 Meter über den Haukivesi-See erhebt.
Der Name Rantasalmi bedeutet wörtlich „Ufersund“ und verweist auf einen Sund, der einst die Seen Haapaselkä und Haukivesi miteinander verband. Einen Überrest des Sundes stellt noch der langgestreckte Raudanvesi-See dar, während die Verbindung zum Haapaselkä mittlerweile verlandet ist. Der Raudanvesi unterteilt sich in den Suuri Raudanvesi („großer Raudanvesi“) und Pieni Raudanvesi („kleiner Raudanvesi“).

### Ortschaften

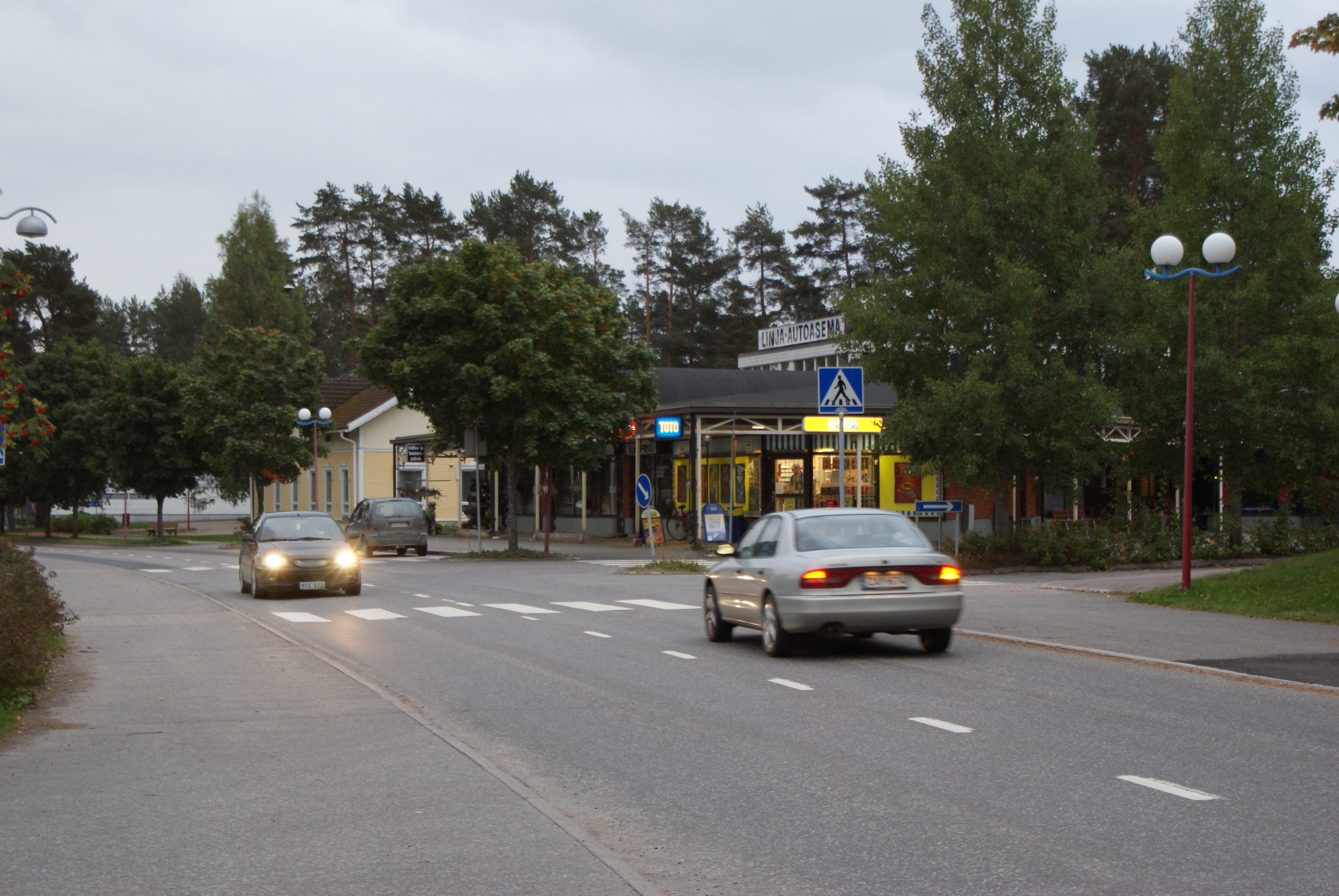
Im Kirchdorf von Rantasalmi

Das Zentrum der Gemeinde ist das am Ende des Pieni-Raudanvesi-Sees gelegene Kirchdorf Rantasalmi, das früher auch als Rantasalo bekannt war. Das Kirchdorf ist das einzige Siedlungszentrum (taajama) der Gemeinde. Hier leben 1552 Menschen, also rund 40 Prozent der Einwohner Rantasalmis (Stand: 31. Dezember 2011). Neben dem Kirchdorf gehören zur Gemeinde Rantasalmi die Dörfer (bzw. Streusiedlungen) Asikkala, Haapaniemi, Haapataipale, Hiismäki, Hiltula, Ihamaniemi, Joutsenmäki, Kolkontaipale, Lahdenkylä, Mielojärvi, Osikonmäki, Parkumäki, Pirilä, Porosalmi, Puikonniemi, Putkisalo, Reijola, Repomäki, Ritalahti, Riuttanen, Tammenlahti, Teemassaari, Torosalo, Tornionniemi, Tuusmäki, Vaahersalo und Voinsalmi.

## Geschichte
Das Kirchspiel Rantasalmi wurde 1578 aus Teilen der Kirchspiele Sääminki und Juva gegründet. Zuvor war Rantasalmi mindestens seit 1544 eine Kapellengemeinde des Kirchspiels Sääminki gewesen. Das Kirchspiel Rantsalmi war ursprünglich weit größer als die heutige Gemeinde und umfasste auch die nordöstlich angrenzenden Gemeinden Kangaslampi und Heinävesi. Heinävesi erhielt 1744 ein eigenes Bethaus, wurde 1810 zur Kapellengemeinde erhoben und löste sich endgültig 1852 als eigenes Kirchspiel aus Rantasalmi. Kangaslampi wurde 1869 zur Kapellengemeinde und 1894 zu einem eigenständigen Kirchspiel. Seit 2005 gehört es zur Stadt Varkaus.
1781 wurde die erste Kadettenschule Finnlands (gegründet 1779) von Kuopio nach Rantasalmi verlegt. In der Kadettenschule Haapaniemen kadettikoulu wurden bis 1819 insgesamt 210 Offiziere aus Savo und Karelien ausgebildet.
Bis zum Vertrag von Fredrikshamn (1809) verlief die Grenze zu Russland bei Rantasalmi.

## Bevölkerung
| Jahr | Einwohner |
| ---- | --------- |
| 1950 | 9478      |
| 1960 | 8652      |
| 1970 | 6477      |
| 1980 | 5473      |
| 1990 | 5191      |
| 2000 | 4587      |
| 2010 | 3996      |

Die Einwohnerzahl von Rantasalmi beträgt 3308 (Stand 31. Dezember 2022). Die Gemeinde ist dünn besiedelt: Die Bevölkerungsdichte liegt bei 7 Einwohnern pro Quadratkilometer (auf Grundlage der Landfläche ohne Binnengewässer berechnet). 98 Prozent der Einwohner Rantasalmis sprechen Finnisch als Muttersprache, offiziell ist die Gemeinde einsprachig finnischsprachig. Der Ausländeranteil ist mit 1,5 Prozent auch für finnische Verhältnisse niedrig.
Die Bevölkerungsentwicklung von Rantasalmi ist, wie in den meisten ländlichen Gemeinden Finnlands, absteigend. Hatte die Gemeinde in den 1950er Jahren noch über 9000 Einwohner, wurde 2010 erstmals die 4000-Einwohner-Marke unterschritten. Derzeit schrumpft die Einwohnerzahl um durchschnittlich 1,4 Prozent pro Jahr. Als Resultat der stetigen Abwanderung ist die Bevölkerung Rantasalmis deutlich überaltert: Liegt der Anteil der über 65-Jährigen im Landesmittel bei 18 Prozent, sind es in Rantasalmi 27 Prozent der Bevölkerung. Auch Bildungs- und Einkommensniveau sind niedriger als im finnischen Durchschnitt: Nur 17 Prozent der über 15-jährigen Einwohner Rantasalmis haben einen höheren Bildungsabschluss (Landesmittel: 28 Prozent). Das durchschnittliche steuerpflichtige Einkommen pro Arbeitnehmer ist mit ca. 18.500 Euro rund ein Drittel niedriger als im finnischen Durchschnitt.

## Politik

### Verwaltung

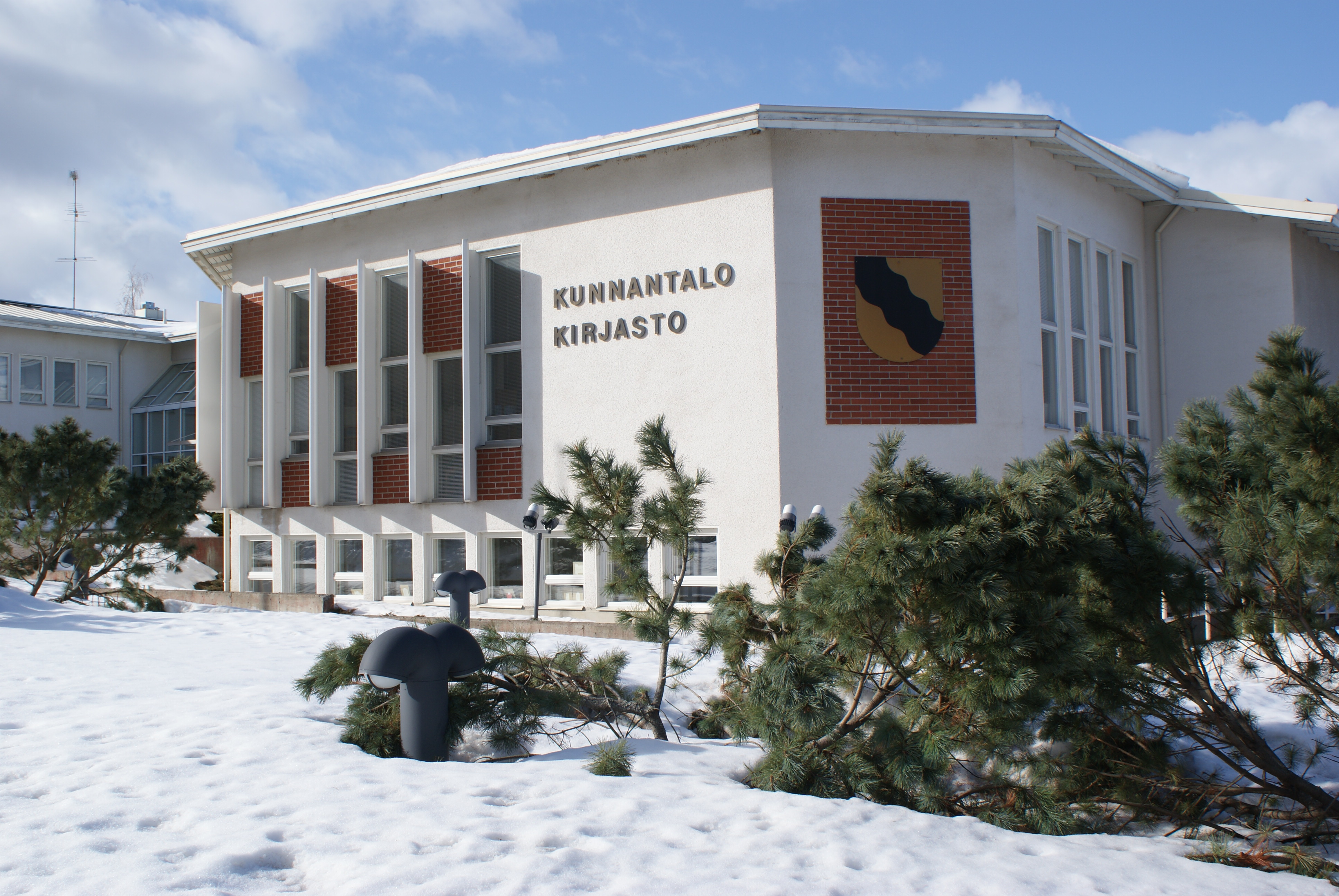
Das Gemeindehaus von Rantasalmi ist Sitz der Gemeindeverwaltung

Wie allgemein in den ländlichen Gegenden Finnlands ist auch in Rantasalmi die Zentrumspartei die stärkste politische Kraft. Bei der Kommunalwahl 2012 erhielt sie über die Hälfte der Stimmen, im Gemeinderat, der höchsten Entscheidungsinstanz in lokalen Angelegenheiten, hält sie mit 12 von 21 Abgeordneten die absolute Mehrheit. Zweitstärkste Partei sind die Sozialdemokraten mit knapp einem Viertel der Stimmen und fünf Sitzen im Gemeinderat. Die konservative Sammlungspartei spielt, obgleich landesweit eine der drei großen Parteien, in Rantasalmi mit einem Wahlergebnis von rund 10 Prozent und zwei Sitzen nur eine untergeordnete Rolle. Ebenfalls mit zwei Sitzen sind die rechtspopulistischen „Wahren Finnen“ im Gemeinderat vertreten.
| Partei                    | Wahlergebnis | Sitze |
| ------------------------- | ------------ | ----- |
| Zentrumspartei            | 51,8 %       | 12    |
| Sozialdemokraten          | 23,3 %       | 5     |
| Nationale Sammlungspartei | 10,4 %       | 2     |
| Wahre Finnen              | 8,7 %        | 2     |

### Wappen

Das Wappen von Rantasalmi

Das Wappen von Rantasalmi wurde vom Heraldiker Ahti Hammar entworfen und 1958 angenommen. Die Blasonierung lautet: Im  goldenen Schild ein gewellter schwarzer Schrägbalken. Das sprechende Wappen verweist auf den Namen Rantasalmi („Ufersund“) und symbolisiert den namensgebenden Sund zwischen zwei Ufern. Die Farben Schwarz und Gold sind dem Wappen der historischen Landschaft Savo entnommen.

### Gemeindepartnerschaften
Rantasalmi unterhält Gemeindepartnerschaften mit den folgenden Gemeinden:
- Nordre Land (Norwegen)
- Tomelilla (Schweden, seit 1972)
- Præstø (Dänemark, seit 1988)

## Wirtschaft und Infrastruktur

### Wirtschaft
Die traditionell wichtigsten Erwerbszweige in Rantasalmi sind die Land- und Forstwirtschaft, die heute noch 26 Prozent der erwerbstätigen Bevölkerung beschäftigen. Von den weitläufigen Waldflächen im Gemeindegebiet sind rund 90 Prozent in Privatbesitz. In der Landwirtschaft wird vor allem Molkereiwirtschaft betrieben. Im Industrie- und Bausektor arbeiten 19 Prozent der Erwerbstätigen. In Rantasalmi sind vor allem kleinere und mittlere Betriebe des holzverarbeitenden Gewerbes, daneben auch der Metallindustrie ansässig. Eine zunehmend große Rolle spielt der Dienstleistungssektor, der 52 Prozent der Einwohner Rantasalmis beschäftigt. Hier ist in erster Linie der Tourismus zu nennen. Rantasalmi profitiert dabei von seiner reizvollen Lage im Saimaa-Seengebiet. In der Gemeinde gibt es 2000 Ferienhäuser (mökki) sowie mehrere Feriendörfer und Hotels.
Die Arbeitslosenquote von Rantasalmi liegt mit 17 Prozent über dem finnischen Durchschnitt von 10 Prozent (Stand 2010).

### Verkehr

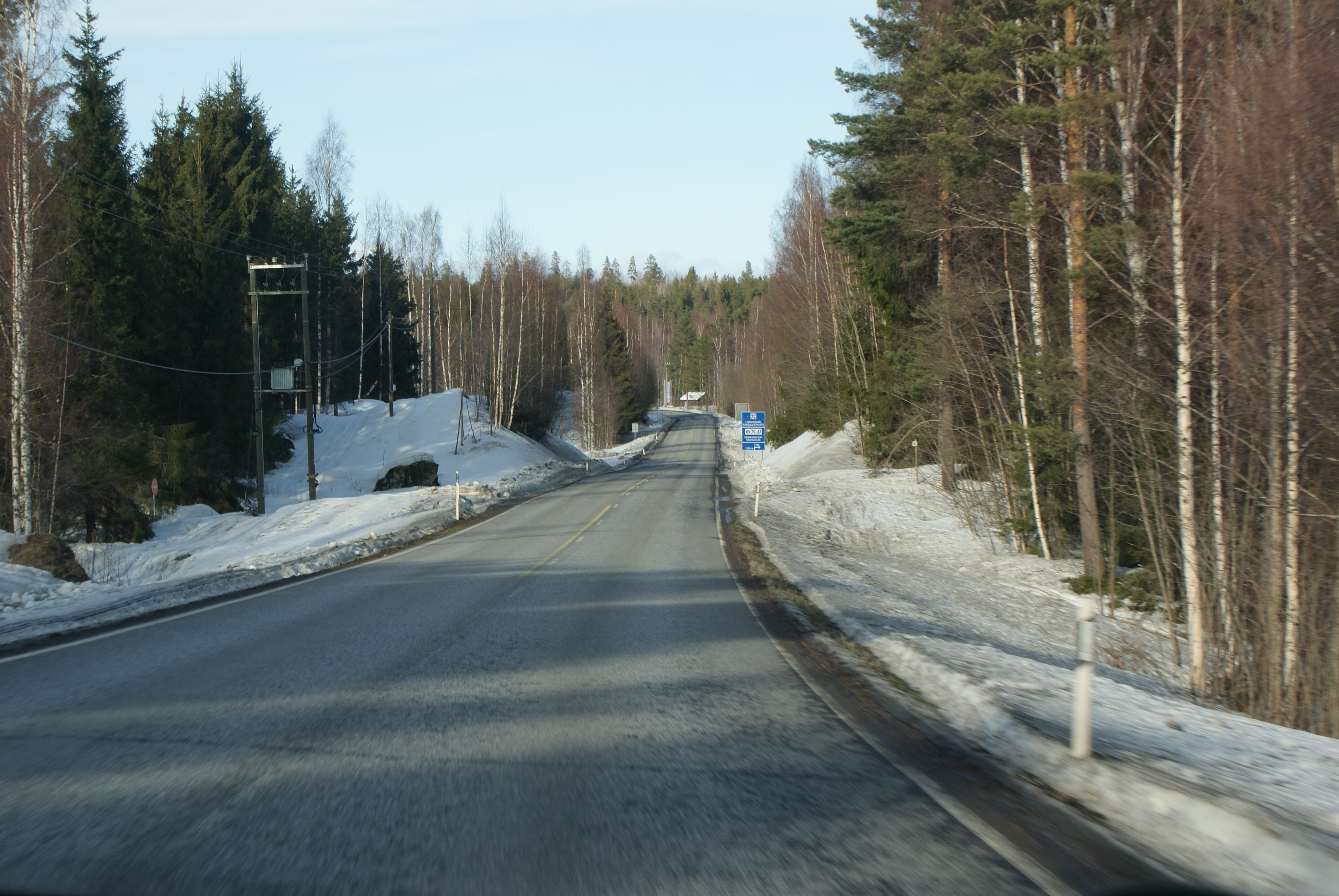
Regionalstraße 464 in Rantasalmi

Die wichtigste Verkehrsverbindung Rantasalmis ist die Regionalstraße 464, die quer durch das Gemeindegebiet führt und Rantasalmi mit den Städten Varkaus und Savonlinna verbindet. Vom Kirchdorf Rantasalmi aus führt sie nach Nordwesten und verbindet sich nördlich von Joroinen mit der Staatsstraße 5 in Richtung Varkaus. In südöstlicher Richtung mündet die Regionalstraße 464 in die Staatsstraße 14 ein, die durch den Südteil des Gemeindegebiets verläuft und nach Savonlinna führt. In Richtung Juva und Mikkeli führt vom Kirchdorf Rantasalmi aus die Regionalstraße 467 nach Süden über den Bahnhof Rantasalmi zur Staatsstraße 14. Die übrigen Orte im Gemeindegebiet sind durch kleinere, meist unbefestigte Straßen an das Straßennetz angebunden.
Durch Rantasalmi führt die Eisenbahnstrecke von Parikkala über Savonlinna nach Pieksämäki. Der Bahnhof von Rantasalmi befindet sich sechs Kilometer südlich des Kirchdorfes. Seit 1988 verkehren auf dem Abschnitt von Savonlinna nach Pieksämäki keine Reisezüge mehr, die Strecke dient nur noch dem Güterverkehr. Vom Busbahnhof im Kirchdorf Rantasalmi bestehen direkte Busverbindungen nach Varkaus, Savonlinna und Pieksämäki.
Rantasalmi verfügt über einen kleinen Flugplatz für die allgemeine Luftfahrt. Die nächsten Flughäfen, die im Linienverkehr bedient werden, sind der Flughafen Varkaus (38 Kilometer nordwestlich) und der Flughafen Savonlinna (60 Kilometer südwestlich).

## Sehenswürdigkeiten

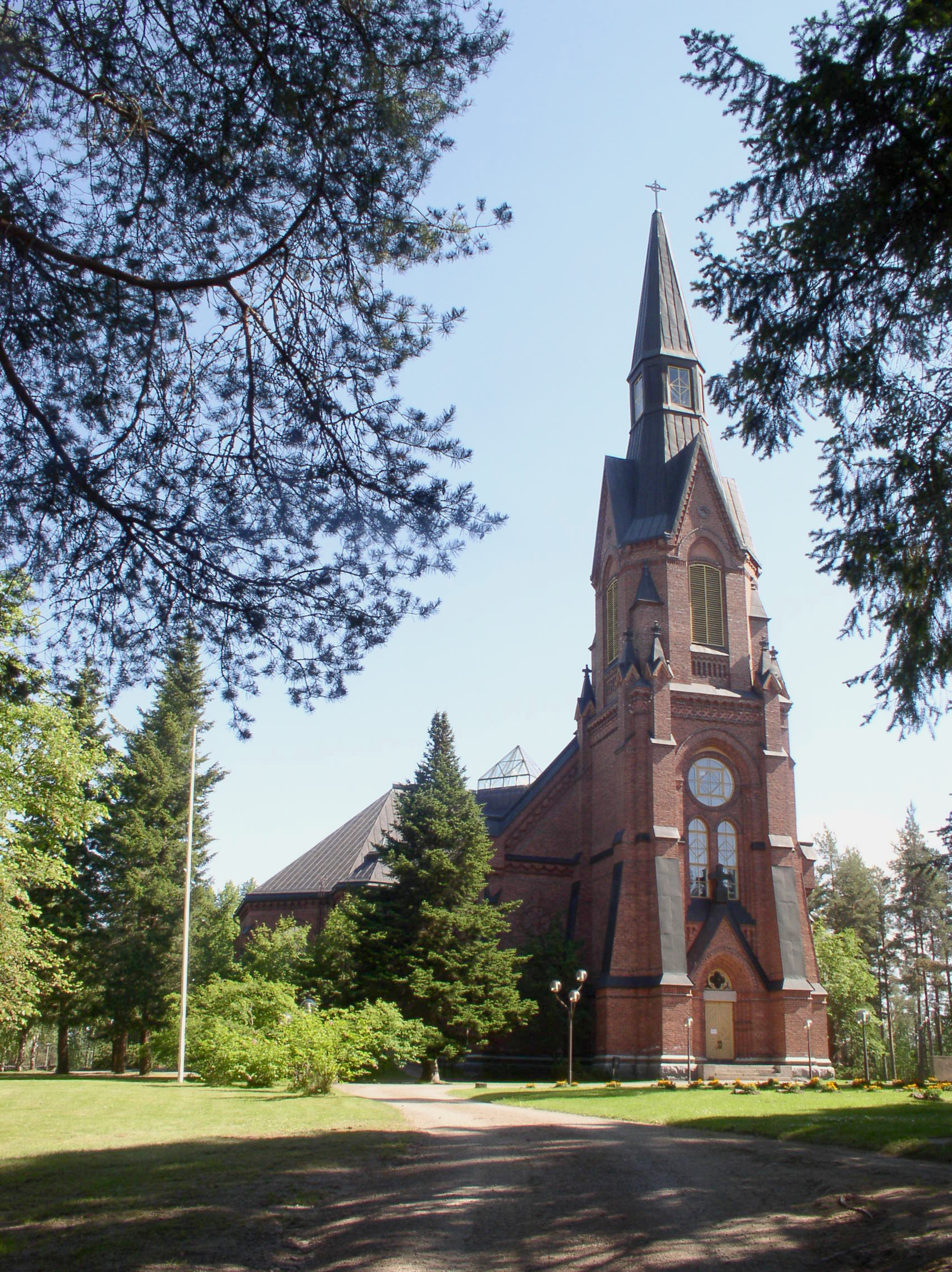
Die Kirche von Rantasalmi

Das Kirchdorf von Rantasalmi liegt landschaftlich reizvoll zwischen dem Ufer des Pieni-Raudanvesi-Sees und einem parallel verlaufenden Os. Auf dem Os steht umgeben von einem alten Friedhof die Kirche von Rantasalmi, die mit ihrem hoch aufragenden Kirchturm das Ortsbild prägt. Die rote Backsteinkirche wurde 1904 nach Plänen von Josef Stenbäck im Stil der Neugotik erbaut. 1984 brannte sie nach einem Blitzschlag bis auf die Außenmauern aus. Nach dem Brand wurde die Kirche unter Beibehaltung der alten Außenmauern mit einem modernen Innenraum wiederaufgebaut und 1989 neu geweiht. Das ehemalige Pfarrhaus von Rantasalmi, ein repräsentativer Holzbau aus dem Jahr 1870, ist heute in Privatbesitz. In dem Pfarrhaus wurde 1873 der bekannte Architekt Eliel Saarinen geboren, dessen Vater zu der Zeit Pfarrer in Rantasalmi war. Ebenfalls im Kirchdorf befindet sich das Museum von Rantasalmi, ein Freilichtmuseum mit historischen Bauten aus dem 19. Jahrhundert.
Die Hauptattraktion des im Herzen der Finnischen Seenplatte gelegenen Rantasalmi dürfte die Natur der Gemeinde sein. Der größte Teil des Nationalparks Linnansaari mit der namensgebenden Insel Linnansaari gehört zum Gemeindegebiet von Rantasalmi. Der Nationalpark wurde 1956 zum Schutz der Insellandschaft des Haukivesi-Sees gegründet und beherbergt eine Population der bestandsgefährdeten Saimaa-Ringelrobben sowie eine der größten Fischadlerpopulationen Südfinnlands. Auf der Insel Linnansaari, zu der von Porosalmi aus eine Bootsverbindung besteht, befindet sich eine alte Kate, in deren Umgebung seit 1993 der Schwendbau nach traditionellen Methoden, wie er bis in die 1930er Jahre betrieben wurde, wiederaufgenommen wurde. Ebenfalls auf Linnansaari finden sich mehrere Wanderwege sowie ein Aussichtspunkt auf dem Linnanvuori-Felsen. Das Informationszentrum des Nationalparks, das „Naturzentrum Oskari“, befindet sich im Kirchdorf von Rantasalmi.

## Söhne und Töchter der Gemeinde
- Eliel Saarinen (1873–1950), Architekt
- Jarkko Immonen (* 1982), Eishockeynationalspieler